# Eisenbahnunfall im Simplontunnel (2011)
Bei diesem Eisenbahnunfall im Simplontunnel geriet am 9. Juni 2011 ein Güterzug im Simplontunnel in Brand, wobei Sachschaden in großem Umfang entstand.

## Ausgangslage
Die Simplonstrecke unterquert mit den zwei eingleisigen Tunnelröhren des Simplontunnels das Simplongebiet. Im Tunnel befindet sich die Grenze zwischen Italien und der Schweiz. Er gehört auch zur westlichen Achse der zweiachsigen NEAT/AlpTransit. Hier verkehrte am frühen Morgen des 9. Juni 2011 ein Güterzug der BLS AG von Novara, Italien, nach Rostock, Deutschland. Der Zug wurde von zwei Elektrolokomotiven der Baureihe Re 4/4 gezogen.

## Unfallhergang
Zu einem unbekannten Zeitpunkt vor der Abfahrt des Zuges in Domodossola machten sich Unbefugte an einem Sattelauflieger zu schaffen, der mit Stahl- und Keramikprodukten beladen war. Später wurden auch an fünf weiteren Sattelaufliegern, die in dem Zug befördert worden waren und nicht in Brand gerieten, je ein Schnitt in deren Planen entdeckt. Deshalb wird ein versuchter Diebstahl oder Vandalismus als auslösende Ursache des Unfalls vermutet. Die Plane eines weiteren Sattelaufliegers löste sich, was technisch nur möglich war, wenn zuvor die Heckklappe des Aufliegers unsachgemäß geöffnet worden war. Diese Plane löste sich rund drei Kilometer nach der Einfahrt des Zuges in das Südportal des Simplontunnels, noch auf italienischem Staatsgebiet. Durch den Fahrtwind im Tunnel schlug sie mehrmals gegen die Oberleitung. Der dadurch verursachte Spannungsüberschlag erzeugte einen Lichtbogen und löste einen Brand des Sattelaufliegers aus. Dieser breitete sich bei einer Hitze von bis 800 °C schnell auf weitere Wagen des Zuges aus.

## Folgen

### Unmittelbare Folgen
Der Lokführer konnte sich unverletzt in Sicherheit bringen. Personen wurden bei dem Unfall nicht verletzt, es kam aber zu erheblichem Sachschaden. Die Einsatzkräfte konnten das Feuer erst nach etwa zwölf Stunden löschen.
Die Instandsetzung war Mitte November 2011 abgeschlossen. Sie dauerte sechs Monate und kostete rund 12 Millionen Franken. Unter anderem wurden auf einer Fläche von rund 5500 Quadratmeter Spritzbeton auf das beschädigte Tunnelgewölbe aufgetragen, 630 Meter Gleise und 120 Quadratmeter des seitlichen Mauerwerks komplett ersetzt sowie bei den Fahrleitungen über 14 Kilometer Drähte und dazugehörige Isolatoren ausgewechselt.
Durch den Brand wurde eines der beiden 132-kV-Kabel  vom Kraftwerk Massaboden zum Fahrbaren Unterwerk Varzo zerstört. Bei einem Ausfall des anderen Kabels hätte für die Bahnstromversorgung nur noch die Fahrleitung zur Verfügung gestanden.

### Nachwirkungen
Der Simplontunnel war nach dem Brand bis zum 18. November 2011 nur eingeschränkt befahrbar. In der Folge wurde an der Ausfahrt des Bahnhofs Domodossola in Richtung Simplon eine Profil-Ortungsanlage installiert, die Alarm auslöst, wenn Teile eines Zuges oder seiner Ladung aus dem Lichtraumprofil herausragen. Bei solchem Alarm wird der Zug in dem zwischen Domodossola und dem Simplontunnel gelegenen Bahnhof Preglia angehalten.

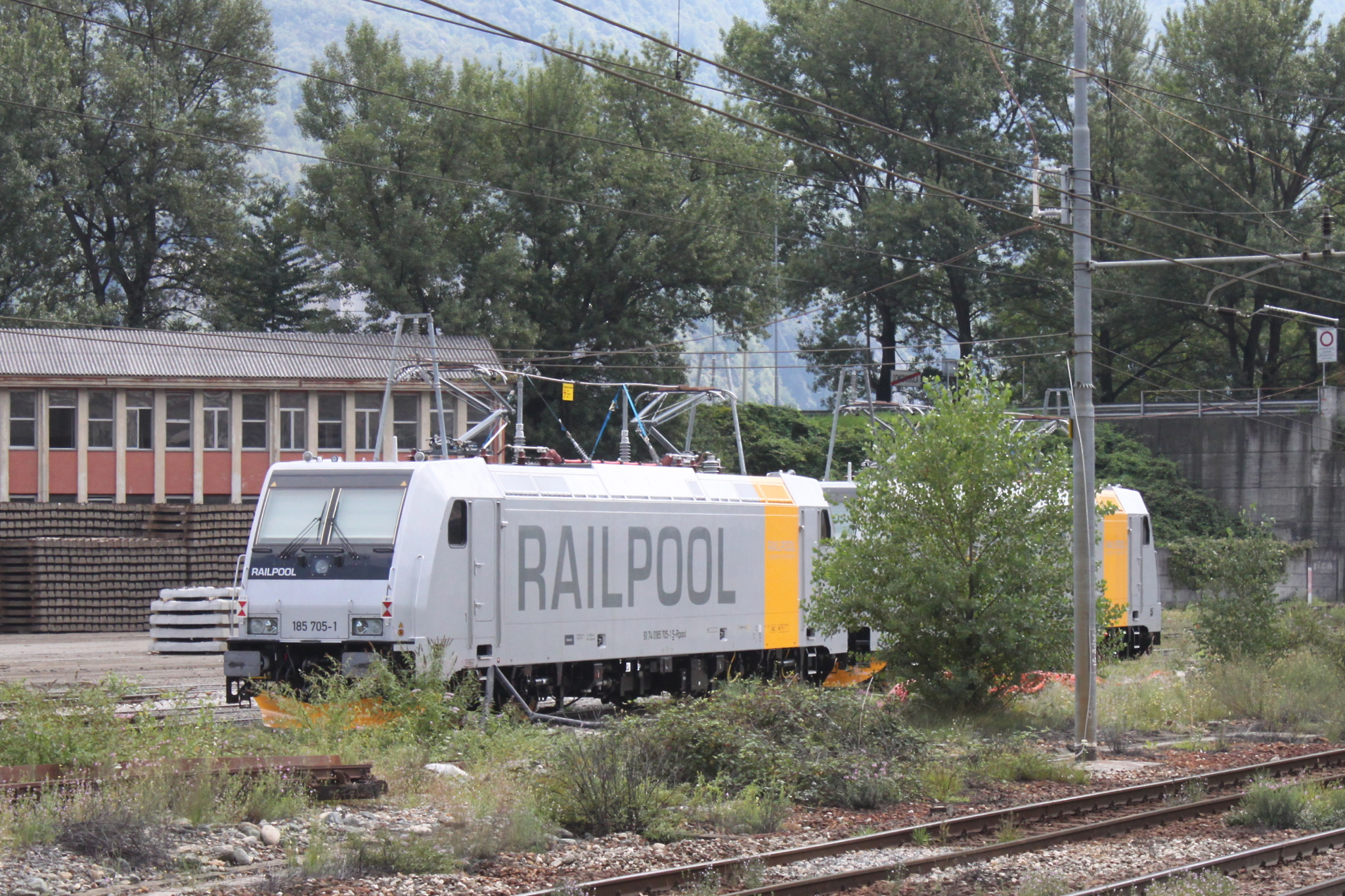
Railpool-Lokomotive am Bahnhof Domodossola 2011, eingesetzt zur Blindleistungskompensation

Um bei gleichzeitigem Ausfall beider 132-kV-Speiseleitungen vom Kraftwerk Massaboden künftig einen übermäßigen Spannungsabfall zu vermeiden, wurden ab Juli 2011 zwei Lokomotiven der Baureihe 185 von Railpool in Domodossola stationär als geregelte Blindleistungskompensatoren stationiert.

### Unfalluntersuchung
Verantwortlich für die Untersuchung des Unfalls waren die italienischen Behörden, weil der Brand auf italienischem Hoheitsgebiet ausgebrochen war. Die Ergebnisse eines parallelen Berichts der Schweizer Untersuchungsbehörde flossen in den Bericht des italienischen Ministeriums für Infrastruktur und Verkehr ein.

## Wissenswert
Ein Eisenbahnunfall mit gleicher Ursache ereignete sich am 14. April 2018 auf der Österreichischen Südbahn im Bereich des Haltepunkts Perchtoldsdorf. Die losgerissene Plane eines Wechselbehälters kam in Kontakt mit der Oberleitung und die Plane, der Wagen mit Container und die beiden folgenden Wagen gerieten in Brand. Es kam zu erheblichen Schäden an den Fahrzeugen und der Eisenbahninfrastruktur und betrieblichen Störungen.